# Фабіо Ліверані
Фабіо Ліверані (італ. Fabio Liverani, нар. 29 квітня 1976, Рим) — італійський футболіст, що грав на позиції півзахисника. По завершенні ігрової кар'єри — тренер. З 2025 року очолює тренерський штаб «Тернани».
Виступав, зокрема, за клуб «Лаціо», а також національну збірну Італії.

## Клубна кар'єра
Народився 29 квітня 1976 року в Римі. Вихованець юнацьких команд футбольних клубів «Лодіджані», «Палермо», «Наполі» і «Кальярі».
У дорослому футболі дебютував 1996 року виступами за команду клубу «Ночеріна», в якій того року взяв участь у 2 матчах у третьому за силою італійському дивізіоні.
Згодом з грдуня 1996 по 2000 рік грав у складі іншої нижчолігової команди «Вітербезе», після чого протягом сезону грав у Серії A за «Перуджу».
Своєю грою за останню команду привернув увагу представників тренерського штабу клубу «Лаціо», до складу якого приєднався у вересні 2001 року. Відіграв за «біло-блакитних» наступні п'ять сезонів своєї ігрової кар'єри. Більшість часу, проведеного у складі «Лаціо», був основним гравцем команди. За цей час виборов титул володаря Кубка Італії.
Згодом протягом 2006—2011 років захищав кольори «Фіорентіни» та «Палермо».
Завершив професійну ігрову кар'єру у другому швейцарському дивізіоні за «Лугано», за який виступав протягом 2011 року.

## Виступи за збірну
2001 року взяв участь у двох товариських матчах у складі національної збірної Італії. Свою третю і останню гру у формі національної команди провів у 2006 році.

## Кар'єра тренера
Розпочав тренерську кар'єру відразу ж по завершенні кар'єри гравця, 2011 року, очоливши одну з юнацьких команд клубу «Дженоа». У липні 2013 року став головним тренером основної команди «Дженоа», проте швидко був звільнений через незадовільні результати команди під його керівництвом (одна перемога у шести матчах).
Згодом тренував англійський третьоліговий «Лейтон Орієнт» та працював на батьківщині з друголіговою «Тернаною».
У вересні 2017 року очолив тренерський штаб команди «Лечче», яка під його керівництвом у першому ж сезоні підвищилася у класі з третього італійського дивізіону до другого, а ще за рік здобула право участі в Серії A. Протягом сезону 2019/20, який був для «Лечче» першим у найвищому дивізіоні за останні сім років, команда до останнього боролося за збереження місця в ньому, утім врешті-решт вибула назад до другого дивізіону, після чого 19 серпня 2020 року Ліверані було звільнено.
Вже 28 серпня 2020 року уклав дворічний тренерський контракт з «Пармою», середняком Серії A попереднього сезону. Утім був звільнений вже в січні наступного року через незадовільні результати команди, яка програла половину із 16 ігор, здобувши лише дві перемоги.
8 червня 2022 року очолив тренерський штаб «Кальярі», який саме втратив місце в елітному дивізіоні та вибув до Серії B.
| Дата      | Місто    | Господарі | Результат | Гості    | Турнір           | Голи | Примітки |
| --------- | -------- | --------- | --------- | -------- | ---------------- | ---- | -------- |
| 25-4-2001 | Перуджа  | Італія    | 1 – 0     | ПАР      | товариський матч | -    |          |
| 5-9-2001  | П'яченца | Італія    | 1 – 0     | Марокко  | товариський матч | -    |          |
| 16-8-2006 | Ліворно  | Італія    | 0 – 2     | Хорватія | товариський матч | -    |          |
| Усього    |          | Матчів    | 3         |          | Голів            | 0    |          |

## Титули і досягнення

### Як гравця
- Володар Кубка Італії (1):

«Лаціо»: 2003–2004